# Balloon Help

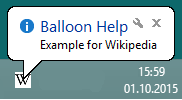
Ballon Help, wie sie unter Windows 8.1 angezeigt wird

Eine Balloon Help ist ein sprechblasenartiges Element in einer grafischen Benutzeroberfläche, das erscheint, wenn der Benutzer mit dem Mauszeiger eine bestimmte Zeit über einer Schaltfläche verweilt.
Entwickelt wurde Balloon Help von Apple Inc., die es 1991 mit ihrem System 7 einführte. Nach dem Aktivieren bot die Balloon Help eine Erklärung zu einem mit der Maus überfahrenen Oberflächenelement. Die Erklärung umfasst ein bis zwei Sätze. Dieses war für Einsteiger, die ein Programm erlernen wollten, zwar sinnvoll, für den täglichen Umgang allerdings völlig ungeeignet, da die Sprechblase viel zu viel Platz in Anspruch nahm. Als Folge schalteten viele Benutzer sie sehr schnell komplett ab, was dazu führte, dass manche Funktionalitäten vergessen wurden.
Aufgrund dieser gravierenden Nachteile wurden Tooltips entwickelt, die diese Nachteile ausbesserten.